# リンカーン弁護士
『リンカーン弁護士』（リンカーンべんごし、原題：The Lincoln Lawyer）は、マイクル・コナリーが2005年に発表したアメリカ合衆国の犯罪小説。弁護士「ミッキー・ハラー」シリーズの第1作目である。
日本では2009年6月に講談社から古沢嘉通の翻訳で文庫本として出版された。
2011年には同名タイトルで映画化され（日本での公開は2012年）、2023年にはやはり同名タイトルでテレビドラマ化されている。

## あらすじ
弁護士ハラーに保釈保証人バレンズエラから電話が入り、金持ちの依頼人を得るチャンスだという。依頼人は不動産業を営む若者ルイス・ルーレイで、容疑は女性への暴行と強姦未遂である。さっそくハラーは勾留中のルーレイと面会し、弁護を引き受け、ルーレイは100万ドルで保釈される。ルーレイは事件当日、バーで被害者のレジーナ・カンポから誘われ、自宅の住所を渡されたという。1軒寄り道してから約束の時刻に彼女の家に行くと、部屋に招き入れられた直後に彼女に背後から殴られて気絶し、目を覚ますと二人の男に取り押さえられており、彼女は顔に怪我をしており、駆けつけた警官にルーレイが暴行犯だと証言したのだった。現場からは折りたたみナイフが発見され、それにはルーレイの指紋がついていたのが証拠となっていた。彼女の怪我は顔の右側に集中しており、左利きの者に殴られたように思えた。
ハラーは調査員のラウル・レヴンと戦略を練り、検察側がつかんでいる証拠を探るようレヴンに指示する。レヴンはバーの監視カメラの映像を手に入れ、そこにルーレイと被害者のやり取りが映っており、ルーレイの証言を裏付けていた。レジーナ・カンポは他の客にも声をかけており、プロの売春婦であった。実際ルーレイも最初に金を要求されていたという。暴行事件現場で発見されたナイフについてルーレイは知らないと言っていたが、実はオーダーメイドでルーレイのものであることを証明できるものだった。ルーレイを問い詰めると、彼が営んでいる不動産業では現地案内の際に客から暴行されることがあり、実際に彼の母親が以前レイプされたことがあったのでナイフを持ち歩いていたのだという。
一方、検察側はルーレイが移送された時に一緒だった男ドゥエイン・コーリスが、ルーレイから女を暴行した話を聞かされたという密告を受け取っていた。
ハラーは元妻で検察官のマギーと時折情報交換するが、二人の間の娘ヘイリーの養育にハラーが不熱心であることにマギーは不満を示し、ハラーは反省する。
ハラーは改めて被害者の写真を見ていて、ふと以前担当したジーザス・メネンデス事件を思い出し、資料を取り出す。この男が女性を滅多刺しにして殺害したという事件だった。その被害者の女性も顔の半分を殴られており、その顔がレジーナ・カンポスにそっくりだった。ハラーはこの裁判でメネンデスを説得して司法取引に持ち込み、彼を刑務所に送っていたのだが、今回の事件との関連を確信し、メネンデスは無実だったのに救えなかったのだと悟る。刑務所にメネンデスを訪ねて再び話を聞き、当時彼がルーレイを目撃していたことを知る。つまりメネンデス事件の真犯人はルーレイであり、彼は似た顔の女性を見つけては暴行して殺しているのだと。しかし、そうだとしても弁護士と依頼人の関係からそれを公にしたりルーレイを有罪に導くことはできない。ルーレイはハラーが真実を知ったことを悟り、逆に何かあれば家族にも危害が及ぶことをほのめかしてハラーを脅す。
調査を進めるとルーレイの過去には暴行を受けたという女性が数多くいることがわかるが、調査していたレヴンが何者かの手で殺されてしまう。ハラーはルーレイの仕業かと疑うが、彼は保釈条件としてGPSアンクレットをさせられており、彼はその日自宅付近から出ていなかった。ハラーはこれまで本当の邪悪を相手にしたことが無かったとショックを受ける。レヴンを撃った銃の種類が父の形見の銃と同じであることに気づいたハラーが自宅を確認すると、しまってあった銃がなくなっている。先日自宅に来ていたルーレイが盗んでいったことが疑われた。
ルーレイの裁判が始まるが、その直前にルーレイはハラーに対し、これまで何人もの人間を殺してきたと明言し、レヴンも当然の報いを受けたのだと言い放つ。
裁判と並行して、ハラーにレヴン殺しの嫌疑がかかる。父の形見の銃は、名弁護士の父がマフィアのボスであるミッキー・コーエンの弁護をした際に彼からもらったものであったが、コーエンが持っていた時に起こした事件で線状痕が警察に登録されており、それとレヴンの死体から出た銃弾とを照合する予定であると刑事から告げられる。
裁判では、ハラーは検察側の証人に次々と鋭い反対尋問を行ってその論証に傷を付けていった。弁護側の証人としてはルーレイの母親メアリ・ウィンザーを喚問し、息子が折りたたみナイフを携帯していたのは、自分が不動産案内をしているときにレイプされたことがあるからだとウィンザーは証言する。形勢不利と見た検察側は、予定外の承認として密告屋コーリスを喚問する。コーリスは、移送中に一緒だった被告から女を殺したこと、それ以前にも殺して逃げ果せたことを聞かされたと証言する。事実は前者のみだったが、後者はハラーが検察側の動きを知って裏から手を回して追加させたものであり、コーリスが匿われていた病院にたまたま入院していたハラーの依頼人グロリア・デイトンを通じて仕込んだのだった。その上でハラーはコーリス証言の信憑性に重大な疑義があることを示して検察の意図を粉砕し、無罪評決を勝ち取る。これにより裁判は終結し、ルーレイは無罪放免となる。
しかし、彼らが裁判所を出る間もなく、刑事が来てルーレイを逮捕する。今度はメネンデス事件の容疑であった。先ほどコーリスの証言を聴いていた刑事がピンときてただちに再調査し、レヴンのオフィスから犯人がルーレイの駐車違反切符のコピーを盗み出していたこと、その切符はメネンデス事件当日に現場付近で切られていたことを突き止めたのである。
これでルーレイが捕まり事件は解決したかに見えたが、夜になって警察から電話があり、証拠不十分でルーレイを釈放することになったと知らされる。ハラーは急いでマギーに連絡して娘と身を隠すように言い、バレンズエラに電話してルーレイのGPSを監視するように頼む。ルーレイのGPSがマギーの家に向かっているので慌てて駆けつけようとしたところ、ハラーの目の前にルーレイの母ウィンザーが現れ、ハラーは腹を撃たれてしまう。ウィンザーが二発目を撃つ前にハラーが彼女を撃ち殺し、危機一髪で助かる。ルーレイも張り込んでいた警官に逮捕される。ウィンザーが持っていた拳銃はハラーの家から盗まれたものであり、レヴンを殺したのもウィンザーの仕業であった。
事件解決後にハラーは3度の手術を受け、鎮痛剤治療を受ける。メネンデスは無実が晴れて釈放されたが、既にHIVに感染しており、ハラーは悔やんでも悔やみきれないのであった。

## 登場人物
- ミッキー・ハラー： 弁護士。
- ルイス・ルーレイ：ハラーの依頼人、不動産業経営者
- マギー（マーガレット・マクファーソン）： ハラーの元妻、検察官
- ヘイリー：ミッキーとマギーの娘
- テッド・ミントン：ルーレイの事件の検察官
- ラウル・レヴン：ハラーの調査員
- フェルナンド・バレンズエラ：保釈保証人
- ローナ・テイラー：ハラーの秘書で元妻
- メアリ・ウィンザー：ルーレイの母
- セシル・ダブズ：ルーレイと母の顧問弁護士
- レジーナ・カンポ：ルーレイの事件の被害者
- ジーザス・メネンデス：服役囚、ハラーの元依頼人
- ランクフォード：グレンデール市警刑事
- ソーブル：グレンデール市警刑事

## 受賞歴
受賞
- マカヴィティ賞 長編賞（2006年）
- シェイマス賞 長編賞（2006年）

ノミネート
- アンソニー賞 長編賞（2006年）
- エドガー賞 長編賞（2006年）
- イアン・フレミング・スチール・ダガー賞（2006年）
- バリー賞 2000年代ベスト賞（2010年）
- ロサンゼルス・タイムズ・ブック賞ミステリ部門（2005年）

その他
- 文庫翻訳ミステリー・ベスト10 2009年 第1位
- このミステリーがすごい! 2010年 海外編 第10位
- 週刊文春ミステリーベスト10 2009年 海外部門 第9位

## 制作
車の中をオフィスにする弁護士というキャラクターについて、著者コナリーは、大リーグドジャース観戦の観客席である弁護士と話していて、彼はロスに数多くある裁判所を行き来する車の中をオフィスにしていると聞き、そこから着想を得たと話している。

## 映像化

### 映画
本作は、ハラー役をマシュー・マコノヒー、マギー・マクファーソン役をマリサ・トメイが演じ、同名の映画として2011年に映画化された。ジョン・ロマノの脚本をブラッド・ファーマンが監督し、ストーン・ヴィレッジ・ピクチャーズが製作した。日本では2012年に公開された。

### テレビドラマ
2019年6月、デビッド・E・ケリーがCBSのコミットメントを受けてハラー・シリーズをベースにしたテレビ番組を開発・執筆したと発表された。 その後、Netflixがこの企画を引き継ぎ2021年1月にミッキー・ハラー・シリーズ2作目『真鍮の評決 リンカーン弁護士』をベースに10話シリーズの制作を決定し、2021年3月に撮影が始まった。2022年5月13日から配信された。『証言拒否 リンカーン弁護士』に基づくシーズン2は2023年7月6日から配信された。